# Palaeochrysa stricta
Palaeochrysa stricta là một loài côn trùng trong họ Chrysopidae thuộc bộ Neuroptera. Loài này được Scudder miêu tả năm 1890.